# تل عرن
تل عرن (به عربی: تل عرن) یک روستا در سوریه است که در السفیره واقع شده‌است. تل عرن ۱۷٬۷۶۷ نفر جمعیت دارد.